# Francesco Agello

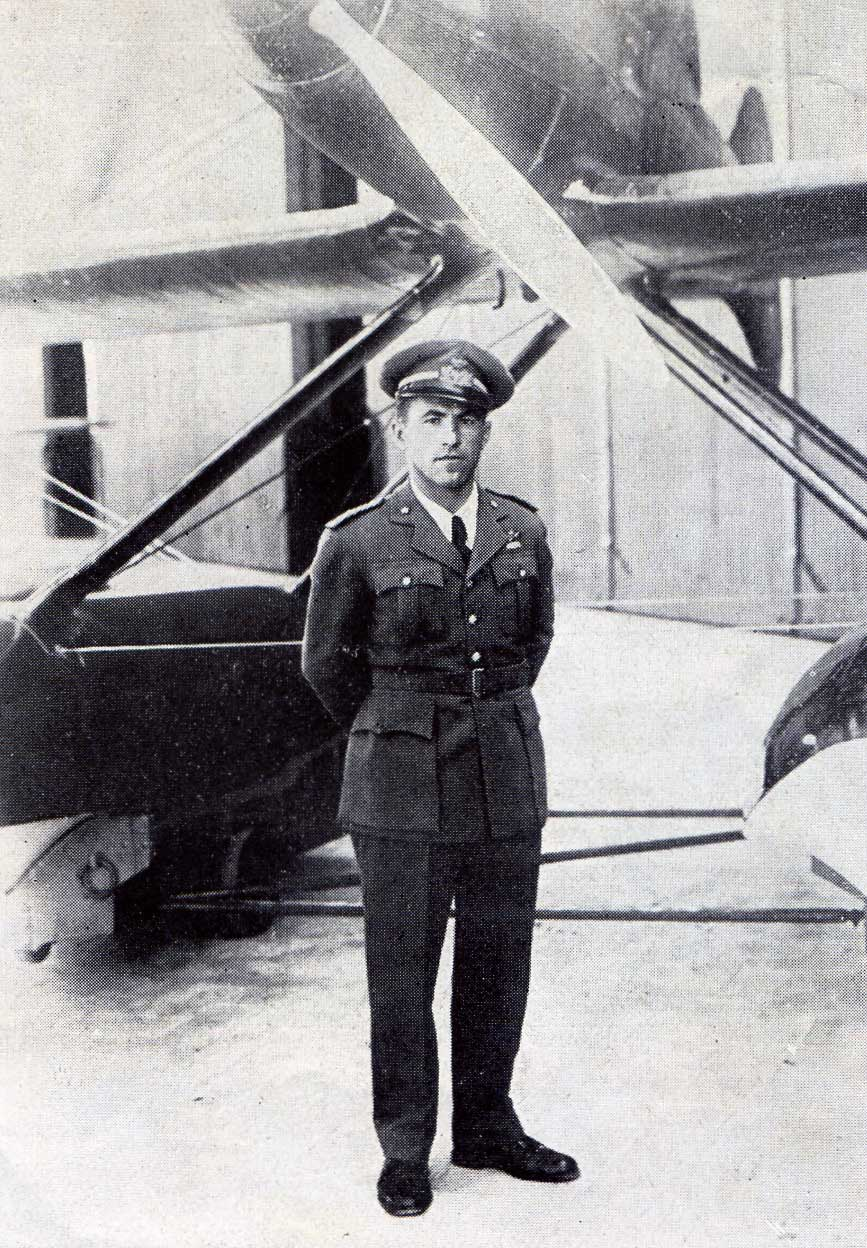
Francesco Agello

Francesco Agello (* 27. Dezember 1902 in Casalpusterlengo; † 26. November 1942 in Bresso) war ein italienischer Testpilot.

## Leben
Agello beendete 1924 die Pilotenschule und wurde anschließend Testpilot. Berühmt wurde er durch seinen doppelten Rekord. Am 10. April 1933 erreichte er mit der Macchi-Castoldi M.C.72 über Wasser eine Durchschnittsgeschwindigkeit von 683 km/h. Am 23. Oktober 1934 gelang es ihm mit der Geschwindigkeit von 709 km/h, den Weltrekord für Flugzeuge zu brechen. Dieser Rekord ist in der Klasse für kolbenmotorgetriebene Wasserflugzeuge noch heute gültig. Für beide Rekorde verlieh ihm der internationale Luftsportverband Fédération Aéronautique Internationale (FAI) die De la Vaulx Medaille.
Ferner erhielt er die italienische Luftfahrtverdienstmedaille in Gold (Medaglia d’oro al valore aeronautico). 1935 wechselte er in das italienische Flugversuchzentrum in Guidonia Montecelio. 1942 starb Agello bei einem Flugzeugabsturz in der Nähe des Flughafens Mailand-Bresso, als er ein italienisches Jagdflugzeug vom Typ Macchi MC.202 Folgore testete.